# تیم ملی فوتبال جمهوری دموکراتیک کنگو
تیم ملی فوتبال جمهوری دموکراتیک کنگو نماینده کشور جمهوری دموکراتیک کنگو در مسابقات بین‌المللی و آفریقایی است که زیر نظر فدراسیون فوتبال جمهوری دموکراتیک کنگو فعالیت می‌کند.
اولین بازی رسمی این تیم در تاریخ ۱۹۴۸ میلادی در برابر تیم ملی فوتبال زامبیا برگزار شده است.